# Småtandad palmmård
Småtandad palmmård (Arctogalidia trivirgata) är ett rovdjur i familjen viverrider och den enda arten i sitt släkte.
Släktnamnet är sammansatt av förkortnigar för de gammalgrekiska orden arktos (björn), gale (vessla) och ändelsen -idia (förminskningsform). Artepitet är bildat av de latinska orden tres (tre) och virga (strimma).

## Kännetecken
Med sin långsträckta kropp, den långa svansen och de korta extremiteterna liknar djuret de andra arterna i familjen viverrider. Pälsens färg på ovansidan är orangebrun till gråbrun. Djurets har tre mörkbruna eller svarta strimmor på ryggen, men bara den mellersta är sammanhängande och de andra strimmorna är ofta uppdelade i fläckar som bildar rader. Undersidan är ljusgrå och ansiktet är gråaktig samt mörkare än bålen. Dessutom finns en vit strimma från djurets nos till ännet. Svanens främre del har samma färg som ovansidan och den bakre delen är brun. Småtandad palmmård når en kroppslängd (huvud och bål) mellan 43 och 53 centimeter, en svanslängd mellan 51 och 66 centimeter och en vikt mellan 2 och 2,5 kilogram. Bara honor har en doftkörtel vid sin anus.

## Utbredning och habitat
Djuret lever i Sydostasien. Utbredningsområdet sträcker sig från östra Indien samt Vietnam och Thailand över Malackahalvön till de indonesiska öarna som Sumatra, Borneo och västra Java. Habitatet utgörs av täta skogar, oftast regnskogar.

## Levnadssätt
Arten är aktiv på natten och vistas huvudsakligen i träd. De har bra förmåga att klättra och hoppa från gren till gren. Som viloplatser använder den träden högsta kvistar och ibland bon som lämnads av andra djur, till exempel jätteekorrar (Ratufa). Som hos de flesta viverrider lever varje individ ensam.
Småtandad palmsibet är allätare som äter små däggdjur (till exempel ur ekorrfamiljen), groddjur, fåglar, insekter och frukter.
Honan kan para sig två gånger per år. Efter dräktigheten som varar i cirka 45 dagar föder honan vanligtvis två eller tre ungar. Några exemplar blev 10 eller 12 år gamla.

## Hot
Arten har ett stort utbredningsområde. Det största hotet är som för flera andra djur i Sydostasiens skogar den ökande skogsskövlingen. På grund av artens undangömda levnadssätt är det svårt att få tillfredsställande informationer om populationens storlek. IUCN listar arten som livskraftig (LC). Ett undantag är underarten A. t. trilineata på Java som listas som starkt hotad.